# Togo op de Olympische Zomerspelen 2016
Togo nam deel aan de Olympische Zomerspelen 2016 in Rio de Janeiro, Brazilië. Tot de selectie behoorden vijf atleten, uitkomend in drie sporten. Zwemster Adzo Kpossi droeg de Togolese vlag tijdens de openings- en sluitingsceremonie. De Togolese olympische ploeg won in 2016 geen medailles.

## Deelnemers en resultaten
(m) = mannen, (v) = vrouwen 

### Atletiek
| Olympiër      | Discipline | Resultaat | Prestatie          |
| ------------- | ---------- | --------- | ------------------ |
| Fabrice Dabla | 200 m (m)  | series    | series: 21.36 (7e) |
|               |            |           |                    |
| Prénam Pesse  | 100 m (v)  | series    | series: 12.38 (4e) |

### Roeien
| Olympiër        | Discipline | Resultaat | Prestatie                                                                                            |
| --------------- | ---------- | --------- | --- |
| Claire Akossiwa | skiff (v)  | 32e       | series: 9:56.43 (5e) herkansing: 9:04.76 (4e) halve finale E/F: 9:25.60 (4e) F-finale: 9:54.54 (32e) |

### Zwemmen
| Olympiër      | Discipline          | Resultaat | Prestatie           |
| ------------- | ------------------- | --------- | ------------------- |
| Emeric Kpegba | 50 m vrije slag (m) | 80e       | series: 27.67 (80e) |
|               |                     |           |                     |
| Adzo Kpossi V | 50 m vrije slag (v) | 79e       | series: 33.44 (79e) |